# Elecciones generales de Bonaire de 2007
Las elecciones generales tuvieron lugar en Bonaire el 20 de abril de 2007. El resultado fue una victoria para la Unión Patriótica de Bonaire, la cual ganó cinco de los nueve escaños en el Consejo de la Isla.

## Resultados
| Partido                                       | Votos | %     | Escaños |
| --------------------------------------------- | ----- | ----- | ------- |
| Unión Patriótica de Bonaire                   | 3 664 | 51,22 | 5       |
| Alianza Democrática                           | 2 855 | 39,91 | 4       |
| PRO                                           | 583   | 8,15  | 0       |
| Alerta                                        | 52    | 0,73  | 0       |
| Votos/de espacio nulo                         |       | –     | –       |
| Total                                         | 7 154 | 100   | 9       |
| Electores registrados/participación           |       | 83,9  | –       |
| Fuente: The Daily Herald The Bonaire Reporter |       |       |         |